# Риџкрест (Калифорнија)
Риџкрест (енгл. Ridgecrest) град је у америчкој савезној држави Калифорнија. По попису становништва из 2010. у њему је живело 27.616 становника.

## Демографија
Према попису становништва из 2010. у граду је живело 27.616 становника, што је 2.689 (10,8%) становника више него 2000. године.
| Група             | 2000.          | 2010.          |
| Белци             | 19.067 (76,5%) | 19.019 (68,9%) |
| Афроамериканци    | 879 (3,5%)     | 1.113 (4,0%)   |
| Азијати           | 967 (3,9%)     | 1.209 (4,4%)   |
| Хиспаноамериканци | 3.001 (12,0%)  | 4.941 (17,9%)  |
| Укупно            | 24.927         | 27.616         |